# Contea di Yeongwol
La contea di Yeongwol (Yeongwol-gun; 영월군; 寧越郡) è una delle suddivisioni della provincia sudcoreana del Gangwon.